# Louis Auvray (homme politique)
Pour les articles homonymes, voir Auvray et Louis Auvray (homonymie).
Louis Auvray est un homme politique français né le 14 novembre 1808 à Saint-Lô (Manche) et décédé le 8 mai 1871  à Saint-Lô.

## Biographie
Entré à l'école Polytechnique en 1827, il en sort sous-lieutenant d'artillerie. Il quitte l'armée après la Révolution de Juillet 1830 et monte une maison de commerce de bois à Saint-Lô. Il est membre puis président du tribunal de commerce et de la Chambre consultative des Arts et Manufactures. Conseiller d'arrondissement puis conseiller général, il est maire de Saint-Lô en 1868 et député de la Manche de 1869 à 1870, siégeant dans la majorité dynastique, décoré de la Légion d'honneur le 14 août 1869.

## Sources
- « Louis Auvray (homme politique) », dans Adolphe Robert et Gaston Cougny, Dictionnaire des parlementaires français, Edgar Bourloton, 1889-1891 [détail de l’édition]